# Línea 7 del Metro de Shanghái
La línea 7 es una línea noroeste-sureste de la red del Metro de Shanghái. Conecta el distrito de Baoshan con el centro de la ciudad, así como con la Zona Nueva de Pudong y el sitio de la Expo 2010 (cerca de cuatro estaciones desde Houtan a Calle Yuntai).

## Estaciones[1]
| Nombre de la estación Castellano | Nombre de la estación Hanzi | Transbordo                         | Localización |
|                                  |                             |                                    |              |
| Lago Meilan                      | 美兰湖                      |                                    | Baoshan      |
| Luonan Xincun                    | 罗南新村                    |                                    | Baoshan      |
| Calle Panguang                   | 潘广路                      |                                    | Baoshan      |
| Liuhang                          | 刘行                        |                                    | Baoshan      |
| Parque Gucun                     | 顾村公园                    |                                    | Baoshan      |
| Calle Qihua                      | 祁华路                      |                                    | Baoshan      |
| Universidad de Shanghái          | 上海大学                    |                                    | Baoshan      |
| Calle Nanchen                    | 南陈路                      |                                    | Baoshan      |
| Calle Shangda                    | 上大路                      |                                    | Baoshan      |
| Calle Changzhong                 | 场中路                      |                                    | Baoshan      |
| Villa Dachang                    | 大场镇                      |                                    | Baoshan      |
| Calle Xingzhi                    | 行知路                      |                                    | Baoshan      |
| Calle Dahuasan                   | 大华三路                    |                                    | Baoshan      |
| Calle Xincun                     | 新村路                      |                                    | Putuo        |
| Calle Langao                     | 岚皋路                      |                                    | Putuo        |
| Calle Zhenping                   | 镇坪路                      |                                    | Putuo        |
| Calle Changshou                  | 长寿路                      |                                    | Putuo        |
| Calle Changping                  | 昌平路                      |                                    | Jing'an      |
| Templo Jing'an                   | 静安寺                      |                                    | Jing'an      |
| Calle Changshu                   | 常熟路                      |                                    | Xuhui        |
| Calle Zhaojiabang                | 肇嘉浜路                    |                                    | Xuhui        |
| Calle Dong'an                    | 东安路                      |                                    | Xuhui        |
| Calle Longhua Medio              | 龙华中路                    |                                    | Xuhui        |
| Houtan                           | 后滩                        |                                    | Pudong       |
| Calle Changqing                  | 长清路                      | * * = transbordo fuera del sistema | Pudong       |
| Calle Yaohua                     | 耀华路                      |                                    | Pudong       |
| Calle Yuntai                     | 云台路                      |                                    | Pudong       |
| Calle Gaoke Oeste                | 高科西路                    |                                    | Pudong       |
| Calle Yanggao Sur                | 杨高南路                    |                                    | Pudong       |
| Calle Jinxiu                     | 锦绣路                      |                                    | Pudong       |
| Calle Fanghua                    | 芳华路                      |                                    | Pudong       |
| Calle Longyang                   | 龙阳路                      | Maglev                             | Pudong       |
| Calle Huamu                      | 花木路                      |                                    | Pudong       |